# Jacqueline Alduy
Pour les autres membres de la famille, voir Alduy.
Jacqueline Alduy, née à Hanoï (Indochine) le 20 mars 1924 et morte à son domicile d'Amélie-les-Bains-Palalda le 15 mars 2016, est une personnalité politique française. 
Elle a notamment été maire d'Amélie-les-Bains-Palalda durant quarante-deux ans, d'avril 1959 jusqu'en mars 2001, où elle ne se représente pas. 

## Vie privée
Elle est la mère de Jean-Paul Alduy, maire de Perpignan de 1993 à 2009, et l'épouse de Paul Alduy, qui fut également maire de la même ville de 1959 à 1993 après avoir dirigé Amélie-les-Bains avant elle, de 1952 à 1959.

## Fonctions au Sénat
- Sénatrice des Pyrénées-Orientales (1982-1983)

## Anciens mandats
- Conseiller général des Pyrénées-Orientales de 1967 à 2001
- Maire d'Amélie-les-Bains de 1959 à 2001